# Lucy-sur-Yonne
Lucy-sur-Yonne település Franciaországban, Yonne megyében. Lakosainak száma 119 fő (2022. január 1.). Lucy-sur-Yonne Crain, Pousseaux, Coulanges-sur-Yonne és Lichères-sur-Yonne községekkel határos.

## Népesség
A település népességének változása:
| Lakosok száma | 151  | 146  | 149  | 134  | 127  | 120  | 119  | 117  | 119  |
|               | 2013 | 2015 | 2016 | 2017 | 2018 | 2019 | 2020 | 2021 | 2022 |